# Rally de Argentina de 2015
El Rally de Argentina de 2015, oficialmente 35º XION Rally Argentina, fue la trigésimo quinta edición y la cuarta ronda de la temporada 2015 del Campeonato Mundial de Rally. Se celebró del 23 al 26 de abril y contó con un itinerario de 12 tramos sobre tierra que sumaron un total de 315.86 km cronometrados. Fue también la cuarta ronda del campeonato de WRC 2.
Kris Meeke se quedó con la victoria con un tiempo de 3:41:44.9 dejando por detrás a Østberg a 18.1s y a Evans a más de tres minutos.

## Lista de inscritos
| \| Pilotos principales \| Pilotos principales \| Pilotos principales \| Pilotos principales \| Pilotos principales \| Pilotos principales \| \| No. \| Equipo \| Piloto \| Copiloto \| Coche \| Neu. \| \| ------------------- \| ------------------------------- \| ------------------- \| -------------------- \| ---------------------- \| ------------------- \| \| 1 \| Volkswagen Motorsport \| Sébastien Ogier \| Julien Ingrassia \| Volkswagen Polo R WRC \| M \| \| 2 \| Volkswagen Motorsport \| Jari-Matti Latvala \| Miikka Anttila \| Volkswagen Polo R WRC \| M \| \| 3 \| Citroën Total Abu Dhabi WRT \| Kris Meeke \| Paul Nagle \| Citroën DS3 WRC \| M \| \| 4 \| Citroën Total Abu Dhabi WRT \| Mads Østberg \| Jonas Andersson \| Citroën DS3 WRC \| M \| \| 5 \| M-Sport Ltd \| Elfyn Evans \| Daniel Barritt \| Ford Fiesta RS WRC \| M \| \| 6 \| M-Sport Ltd \| Ott Tänak \| Raigo Mőlder \| Ford Fiesta RS WRC \| M \| \| 7 \| Hyundai Motorsport \| Thierry Neuville \| Nicolas Gilsoul \| Hyundai i20 WRC \| M \| \| 8 \| Hyundai Motorsport \| Dani Sordo \| Marc Martí \| Hyundai i20 WRC \| M \| \| 9 \| Volkswagen Motorsport II \| Andreas Mikkelsen \| Ola Fløene \| Volkswagen Polo R WRC \| M \| \| 12 \| Citroën Total Abu Dhabi WRT \| Khalid Al Qassimi \| Chris Patterson \| Citroën DS3 WRC \| M \| \| 20 \| Hyundai Motorsport N \| Hayden Paddon \| John Kennard \| Hyundai i20 WRC \| M \| \| 21 \| Jipocar Czech National Team \| Martin Prokop \| Michal Ernst \| Ford Fiesta RS WRC \| P \| \| 36 \| Youth & Sports Qatar Rally Team \| Abdulaziz Al-Kuwari \| Marshall Clarke \| Ford Fiesta RRC \| M \| \| 37 \| FWRT s.r.l. \| Lorenzo Bertelli \| Giovanni Bernacchini \| Ford Fiesta RS WRC \| P \| \| 38 \| Yuriy Protasov \| Yuriy Protasov \| Pavlo Cherepin \| Ford Fiesta RRC \| P \| \| 40 \| Drive Dmack \| Jari Ketomaa \| Kaj Lindström \| Ford Fiesta R5 \| DM \| \| 41 \| Drive Dmack \| Nicolás Fuchs \| Fernando Mussano \| Ford Fiesta R5 \| DM \| \| 43 \| TAIF Rally Team \| Radik Shaymiev \| Maxim Tsvetkov \| Ford Fiesta R5 \| M \| \| 45 \| Gianluca Linari \| Gianluca Linari \| Nicola Arena \| Subaru Impreza STi N15 \| P \| \| 51 \| Napoca Rally Academy \| Simone Tempestini \| Matteo Chiarcossi \| Subaru Impreza STi N14 \| P \| \| 52 \| Diego Domínguez \| Diego Domínguez \| Edgardo Galindo \| Ford Fiesta R5 \| DM \| \| 54 \| Didier Arias \| Didier Arias \| Héctor Núñez \| Ford Fiesta R5 \| DM \| |                                 |                     |                      |                        |      |
| Pilotos principales |                                 |                     |                      |                        |      |
| No. | Equipo                          | Piloto              | Copiloto             | Coche                  | Neu. |
| 1 | Volkswagen Motorsport           | Sébastien Ogier     | Julien Ingrassia     | Volkswagen Polo R WRC  | M    |
| 2 | Volkswagen Motorsport           | Jari-Matti Latvala  | Miikka Anttila       | Volkswagen Polo R WRC  | M    |
| 3 | Citroën Total Abu Dhabi WRT     | Kris Meeke          | Paul Nagle           | Citroën DS3 WRC        | M    |
| 4 | Citroën Total Abu Dhabi WRT     | Mads Østberg        | Jonas Andersson      | Citroën DS3 WRC        | M    |
| 5 | M-Sport Ltd                     | Elfyn Evans         | Daniel Barritt       | Ford Fiesta RS WRC     | M    |
| 6 | M-Sport Ltd                     | Ott Tänak           | Raigo Mőlder         | Ford Fiesta RS WRC     | M    |
| 7 | Hyundai Motorsport              | Thierry Neuville    | Nicolas Gilsoul      | Hyundai i20 WRC        | M    |
| 8 | Hyundai Motorsport              | Dani Sordo          | Marc Martí           | Hyundai i20 WRC        | M    |
| 9 | Volkswagen Motorsport II        | Andreas Mikkelsen   | Ola Fløene           | Volkswagen Polo R WRC  | M    |
| 12 | Citroën Total Abu Dhabi WRT     | Khalid Al Qassimi   | Chris Patterson      | Citroën DS3 WRC        | M    |
| 20 | Hyundai Motorsport N            | Hayden Paddon       | John Kennard         | Hyundai i20 WRC        | M    |
| 21 | Jipocar Czech National Team     | Martin Prokop       | Michal Ernst         | Ford Fiesta RS WRC     | P    |
| 36 | Youth & Sports Qatar Rally Team | Abdulaziz Al-Kuwari | Marshall Clarke      | Ford Fiesta RRC        | M    |
| 37 | FWRT s.r.l.                     | Lorenzo Bertelli    | Giovanni Bernacchini | Ford Fiesta RS WRC     | P    |
| 38 | Yuriy Protasov                  | Yuriy Protasov      | Pavlo Cherepin       | Ford Fiesta RRC        | P    |
| 40 | Drive Dmack                     | Jari Ketomaa        | Kaj Lindström        | Ford Fiesta R5         | DM   |
| 41 | Drive Dmack                     | Nicolás Fuchs       | Fernando Mussano     | Ford Fiesta R5         | DM   |
| 43 | TAIF Rally Team                 | Radik Shaymiev      | Maxim Tsvetkov       | Ford Fiesta R5         | M    |
| 45 | Gianluca Linari                 | Gianluca Linari     | Nicola Arena         | Subaru Impreza STi N15 | P    |
| 51 | Napoca Rally Academy            | Simone Tempestini   | Matteo Chiarcossi    | Subaru Impreza STi N14 | P    |
| 52 | Diego Domínguez                 | Diego Domínguez     | Edgardo Galindo      | Ford Fiesta R5         | DM   |
| 54 | Didier Arias                    | Didier Arias        | Héctor Núñez         | Ford Fiesta R5         | DM   |

## Resultados

### Power Stage
El power stage al igual que en las anteriores carreras fue la última etapa del rally y tuvo un recorrido total de 16.32 km.
| Pos | Piloto          | Coche                 | Tiempo  | Dif.  | Pts |
| --- | --------------- | --------------------- | ------- | ----- | --- |
| 1   | Sébastien Ogier | Volkswagen Polo R WRC | 12:59.6 | +0.0  | 3   |
| 2   | Dani Sordo      | Hyundai i20 WRC       | 13:09.5 | +9.9  | 2   |
| 3   | Mads Østberg    | Citroën DS3 WRC       | 13:10.5 | +10.9 | 1   |

### Clasificación final
| Pos.                       | No.                   | Piloto                | Copiloto              | Equipo                          | Coche                  | Tiempo                | Diferencia            | Puntos                |
| Clasificación General      | Clasificación General | Clasificación General | Clasificación General | Clasificación General           | Clasificación General  | Clasificación General | Clasificación General | Clasificación General |
| -------------------------- | --------------------- | --------------------- | --------------------- | ------------------------------- | ---------------------- | --------------------- | --------------------- | --------------------- |
| 1                          | 3                     | Kris Meeke            | Paul Nagle            | Citroën Total Abu Dhabi WRT     | Citroën DS3 WRC        | 3:41:44.9             | 0.00                  | 25                    |
| 2                          | 4                     | Mads Østberg          | Jonas Andersson       | Citroën Total Abu Dhabi WRT     | Citroën DS3 WRC        | 3:42:03.0             | +18.1                 | 19                    |
| 3                          | 5                     | Elfyn Evans           | Daniel Barritt        | M-Sport World Rally Team        | Ford Fiesta RS WRC     | 3:45:12.3             | +3:27.4               | 15                    |
| 4                          | 21                    | Martin Prokop         | Jan Tománek           | Jipocar Czech National Team     | Ford Fiesta RS WRC     | 3:48:11.0             | +6:26.1               | 12                    |
| 5                          | 8                     | Dani Sordo            | Marc Martí            | Hyundai Motorsport              | Hyundai i20 WRC        | 3:52:31.6             | +10:46.7              | 12                    |
| 6                          | 12                    | Khalid Al Qassimi     | Chris Patterson       | Citroën Total Abu Dhabi WRT     | Citroën DS3 WRC        | 3:53:04.8             | +11:19.9              | 8                     |
| 7                          | 36                    | Abdulaziz Al-Kuwari   | Marshall Clarke       | Youth & Sports Qatar Rally Team | Ford Fiesta RRC        | 3:57:47.5             | +16:02.6              | 6                     |
| 8                          | 52                    | Diego Domínguez       | Edgardo Galindo       | Diego Domínguez                 | Ford Fiesta R5         | 4:00:33.1             | +18:48.2              | 4                     |
| 9                          | 57                    | Gustavo Saba          | Diego Cagnotti        | Saba Competition                | Škoda Fabia S2000      | 4:03:05.5             | +21:20.6              | 2                     |
| 10                         | 72                    | Federico Villagra     | Diego Curletto        | Federico Villagra               | Ford Fiesta MR         | 4:07:04.5             | +25:19.6              |                       |
| 11                         | 6                     | Ott Tänak             | Raigo Mõlder          | M-Sport World Rally Team        | Ford Fiesta RS WRC     | 4:07:37.2             | +25:41.9              | 1                     |
| 17                         | 1                     | Sébastien Ogier       | Julien Ingrassia      | Volkswagen Motorsport           | Volkswagen Polo R WRC  | 4:18:56.4             | +37:11.5              | 3                     |
| World Rally Championship 2 |                       |                       |                       |                                 |                        |                       |                       |                       |
| 1 (7.)                     | 36                    | Abdulaziz Al-Kuwari   | Marshall Clarke       | Youth & Sports Qatar Rally Team | Ford Fiesta RRC        | 3:57:47.5             | 0.0                   | 25                    |
| 2 (8.)                     | 52                    | Diego Domínguez       | Edgardo Galindo       | Diego Domínguez                 | Ford Fiesta R5         | 4:00:33.1             | +2:45.6               | 18                    |
| 3 (12.)                    | 40                    | Jari Ketomaa          | Kaj Lindström         | Drive Dmack                     | Ford Fiesta R5         | 4:09:50.7             | +12:03.2              | 15                    |
| 4 (13.)                    | 38                    | Yuriy Protasov        | Pavlo Cherepin        | Yuriy Protasov                  | Ford Fiesta RRC        | 4:11:10.3             | +13:22.8              | 12                    |
| 5 (14.)                    | 54                    | Didier Arias          | Héctor Núñez          | Didier Arias                    | Ford Fiesta R5         | 4:14:36.3             | +16:48.8              | 10                    |
| 6 (19.)                    | 51                    | Simone Tempestini     | Matteo Chiarcossi     | Napoca Rally Academy            | Subaru Impreza STi N14 | 4:25:27.9             | +27:40.4              | 8                     |
| 7 (22.)                    | 45                    | Gianluca Linari       | Nicola Arena          | Gianluca Linari                 | Subaru Impreza STi N5  | 4:36:04.9             | +38:17.4              | 6                     |
| Fuente:                    |                       |                       |                       |                                 |                        |                       |                       |                       |